# Leberfinger
Leberfinger je historická budova v Bratislavě v okrese Bratislava V na Petržalce na pravém břehu Dunaje, na Viedeňské cestě.
Sídlí zde restaurace s dvě stě padesátiletou historií. Původně sloužila jako zájezdní hostinec, který navštívil i císař Napoleon. Od roku 1894 restauraci vedl Ludwig Leberfinger. V dobách komunistického režimu se zde nacházelo kominické učiliště a v roce 1992 budova vyhořela. V letech 1996-1998 byla zrestaurována Ľubomírem Romanem. Jejím prvním obyvatelem se stal Pavol Mikulík. K dnešní restauraci patří i dětská zahrada a zmrzlinový bar.